# Palat de justiție

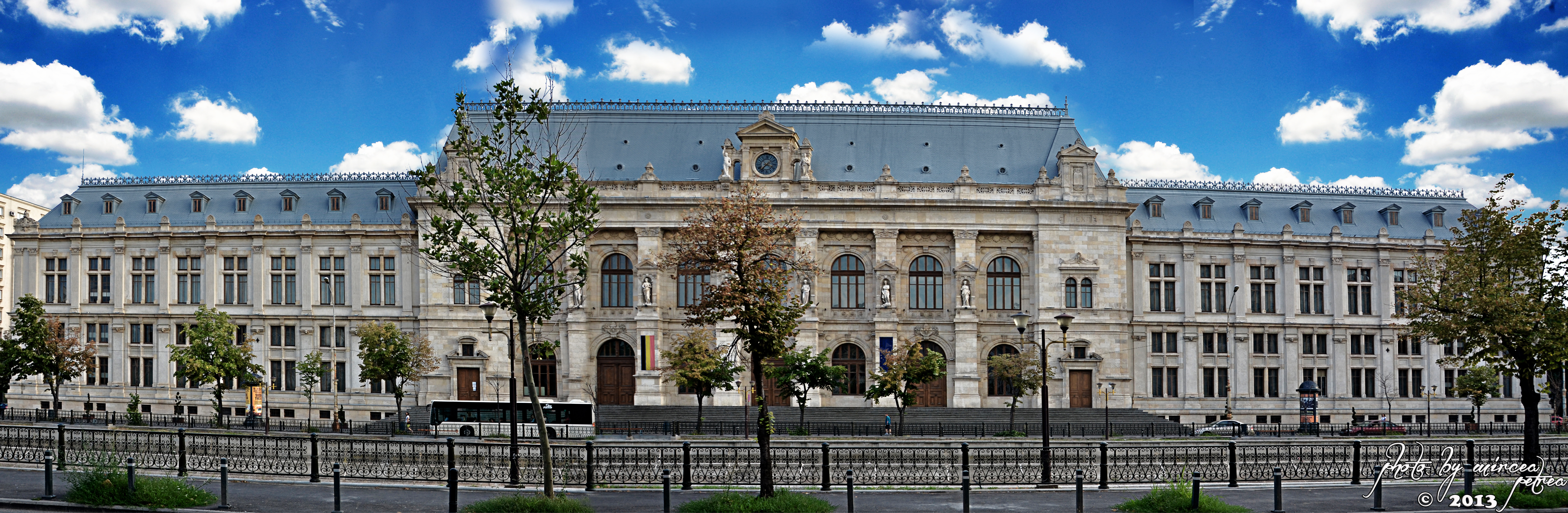
Palatul de Justiție din București, construit între anii 1890–1895

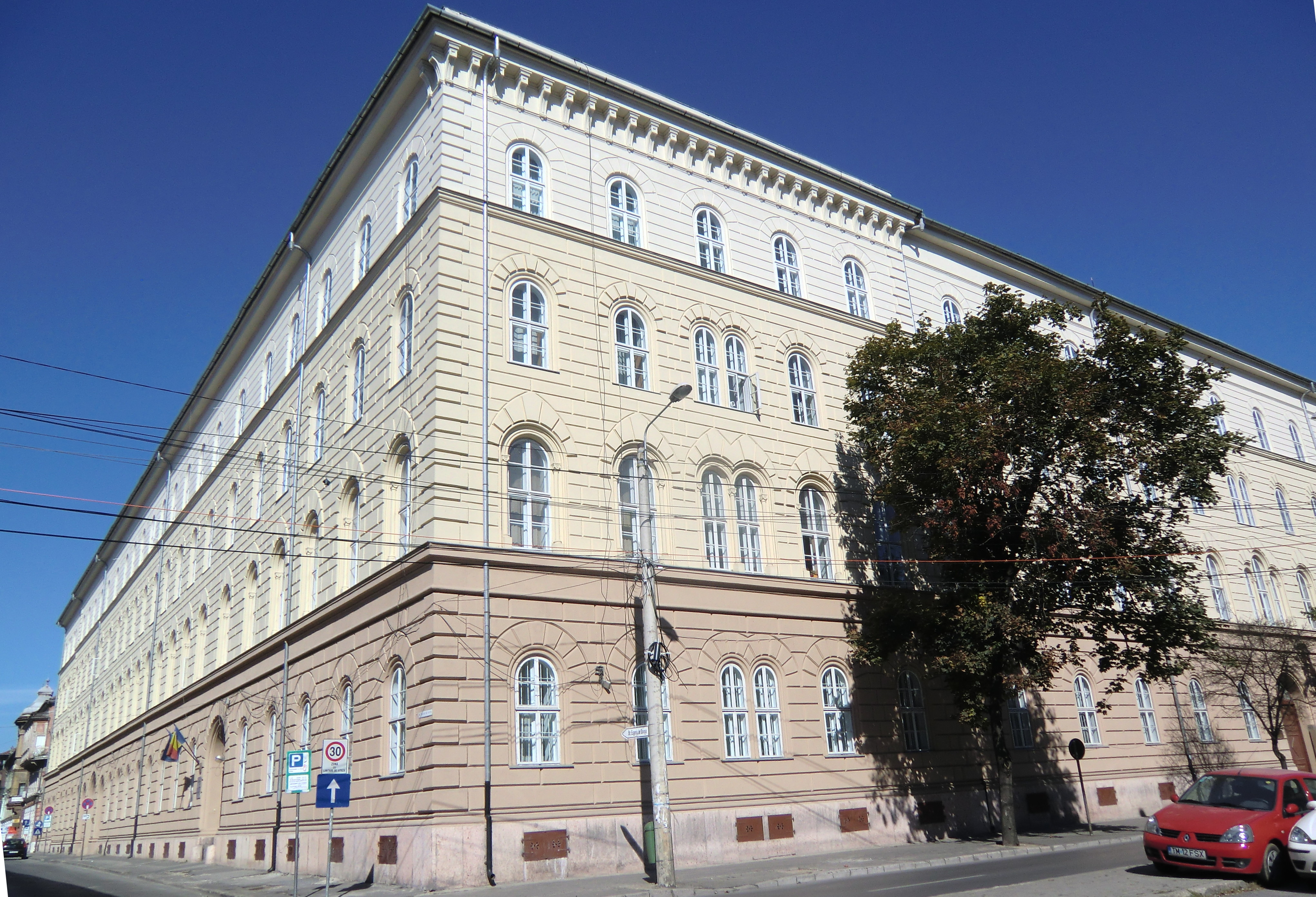
Palatul Dicasterial din Timișoara, construit între anii 1855–1860

Palat de justiție este denumirea generică dată unei clădiri ce găzduiește un tribunal sau altă instanță judecătorească.
În cele mai multe țări din Europa continentală și în fostele colonii ale țărilor europene nevorbitoare de limbă engleză, termenul care denumește aceste clădiri este echivalent: în franceză: palais de justice, în italiană: palazzo di giustizia, în portugheză: palácio da justiça, în spaniolă: palacio de justicia, în cehă: justiční palác, în maghiară: igazságügyi palota, în turcă: adalet sarayı.

## Palate de Justiție din România
- Tabula Regia din Târgu Mureș (1827), cel mai vechi palat de justiție în funcțiune de pe teritoriul României. Aici a funcționat Tribunalul Suprem al Transilvaniei, în prezent sediul Curții de Apel Târgu Mureș;
- Palatul Dicasterial din Timișoara (1855-1860), inițial sediu al administrației imperiale austriece a Banatului, sediul Curții de Apel Timișoara;
- Palatul de Justiție din Suceava (1885);
- Palatul de Justiție din București (1895), sediul Curții de Apel București;
- Palatul de Justiție din Vaslui (1897);
- Palatul de Justiție din Cluj (1902), sediul Curții de Apel Cluj;
- Palatul de Justiție din Focșani (1912).
- Palatul de Justiție din Oradea (1898).